# フリードリヒ・フレーベル博物館

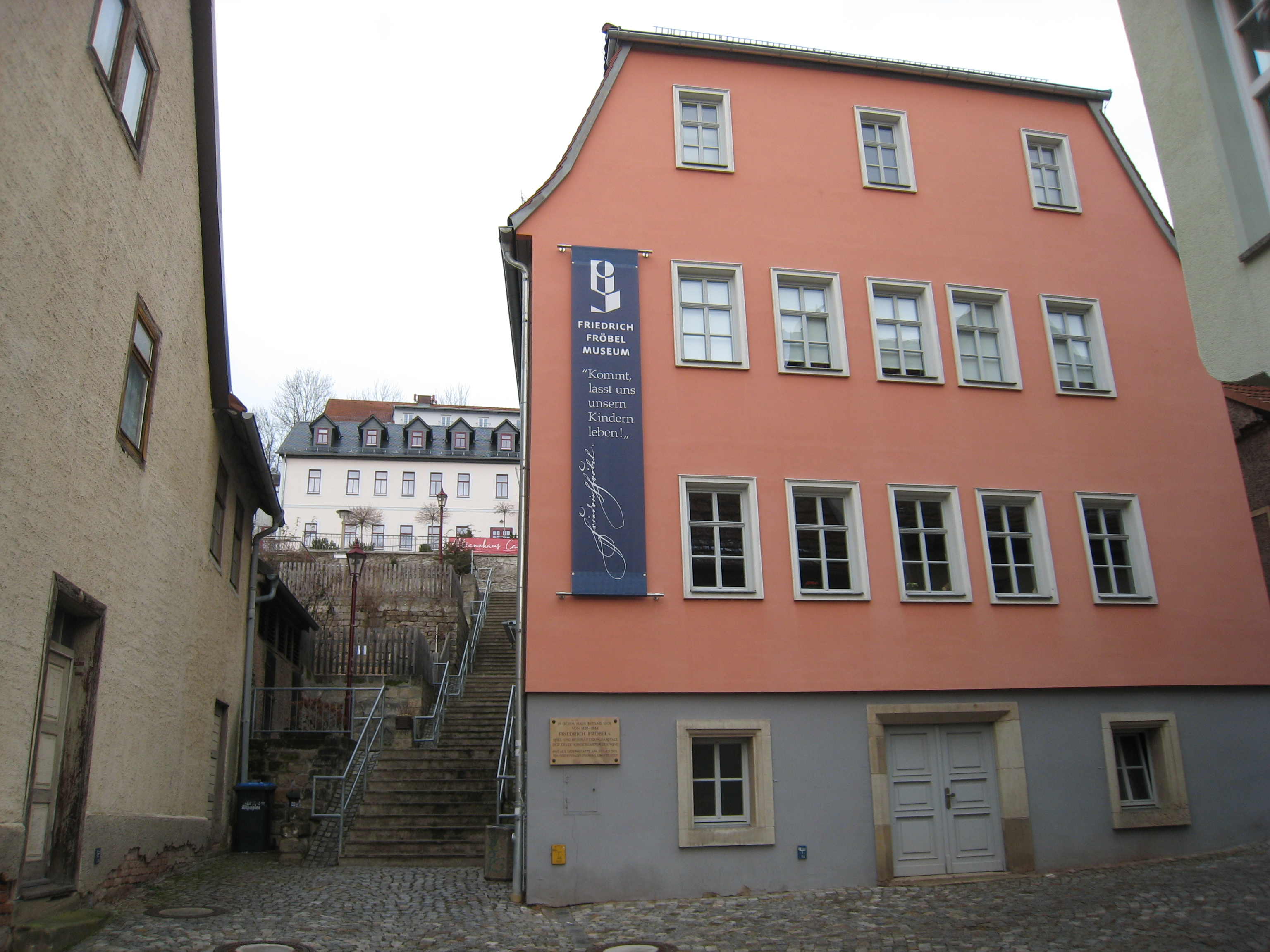
Fröbel-Museum

フリードリヒ・フレーベル博物館（フリードリヒ・フレーベルはくぶつかん、Friedrich-Fröbel-Museum）は、1839年にフリードリヒ・フレーベルが、ザクセンアンハルト州のバート・ブランケンブルクで「遊びと作業の施設」（Spiel- und Beschäftigungsanstalt）を開設、後に幼稚園と、のち改称した施設を再利用して、1982年に開館したものである。

## 歴史
1908年8月6日にブランケンブルク（1911年以降は、バート・ブランゲンブルクに改称）に開設されたフレーベルハウスは、そのなかに幼稚園と幼稚園の先生たちの休息室が設けられていたのだが、これを再利用して、1910年8月、フレーベル記念館として再発足した。
エレオノール・ヘールヴァルト（Eleonore Heerwart）によるフリードリヒ・フレーベル及びその未亡人ルイーゼ・フレーベルの遺品である当時の家具、文書、書籍が、この日の博物館の基本的なコレクションである。1945年に博物館は、フレーベルハウスから切り離されて、「沈黙」（Silentanium）協会の建物と、イエナ大学教育学部のそれに移された。 
フリードリヒ・フレーベルの生誕200年に当たる1982年から、フリードリヒ・フレーベル博物館は、元々あるべき場所に、もちろん倉庫にしまい込むのではなく、館のなかに保管、展示されることになった。
博物館には充実した図書館が付属している。ここには3,000冊を超えるドイツ国内外のフレーベル、及びフレーベルに関しての文献が揃っている。
図書館には、例えば専門雑誌「幼稚園」の全巻なども揃えられている。
施設で提供しているものには、博物館の幼稚園のスペースで開催される（子どもと大人向けの）フレーベルの遊びと作業のための恩物を使ったデモンストレーションの紹介などがある。さらに、博物館は、フレーベルやこの流れをくむ人たちや幼稚園について研究している世界中の研究者にとっての研究施設でもある。